# Curtiss C-46
O Curtiss C-46 "Commando" é uma aeronave bimotora de transporte militar originalmente derivada de um projeto de avião comercial de alta altitude. Foi utilizado como transporte militar durante a Segunda Guerra Mundial pelo Força Aérea Americana, assim como diversas outras forças aéreas. O C-46 serviu como um papel semelhante ao seu homólogo, o Douglas C-47 Skytrain, mas não foi tão largamente produzido.
Após a Segunda Guerra Mundial, poucas aeronaves excedentes C-46 foram brevemente utilizadas, na sua função original, como aviões comerciais de passageiros, mas a oferta excessiva de C-47s dominaram o mercado. O C-46 em breve foi relegado ao seriviço de carga. O tipo continuou em serviço na força aérea americana em um papel secundário até 1968. No entanto, o C-46 continuaram em funcionamento como transporte de carga rústico em locais remotos, com a sua vida útil estendida até o século XXI.
O Curtiss 'CW-20' foi inicialmente concebido em 1937 por George A. Page Jr., projetista chefe da Curtiss-Wright. O CW-20 visava introduzir um novo padrão em pressurização de cabine de aviões. Ele tinha uma fuselagem patenteada, normalmente chamada de "dupla-bolha" ), que permitia  para melhor resistir à pressão diferencial em altas altitudes.
Embora a empresa tenha abordado muitas companhias aéreas, a fim de obter os seus requisitos para o projeto, não houve encomendas firmes, embora 25 cartas de intenção foram recebidas. O desenho de um avião de 24 a 34 passageiros continuou com o protótipo do CW-20, na fábrica de St. Louis, com a configuração inicial de empenagem vertical dupla, alimentado por dois motores 1600 hp R-2600-C14-BA2 Twin Wright Cyclones. O NX-19436 voou pela primeira vez em 26 de março de 1940 com o piloto Eddie Allen. Após os ensaios, modificações foram instauradas, incluindo a instalação de uma cauda única maior, para melhorar a estabilidade em baixas velocidades.
No Brasil foi operado pela FAB, Varig e Sadia. Um exemplar está em exposição no Musal (Museu Aeroespacial), que em seu último voo até o museu foi pilotado pelo comandante aposentado da Aeronáutica, José Jaú Margalho Viégas, que faleceu tentando se reengajar à Aeronáutica sem sucesso e nem ao menos conseguiu receber o pagamento referente ao feito, que foi realizado com festa e participação de toda mídia. Foi o último voo tanto do avião quanto do aviador. O C-46 da FAB estava praticamente desativado em Belém do Pará. Ele foi recuperado durante meses no Parque de Aeronáutica de Belém e levado pelo comandante José Jaú Margalho Viégas da capital paraense até o Musal, no Campo dos Afonsos, no Rio de Janeiro, com várias escalas.